# Ratpenat cuallarg cubà
El ratpenat cuallarg cubà (Mormopterus minutus) és una espècie de ratpenat de la família dels molòssids que es troba a Cuba.
Està amenaçat d'extinció per la pèrdua del seu hàbitat natural.